# Зелено-леви фронт
Зелено-леви фронт (скраћено ЗЛФ) је политичка странка у Србији. Наследник је покрета Не давимо Београд и четири групе грађана. Председници странке су Радомир Лазовић и Биљана Ђорђевић.

## Политичка позиција
Подржава зелену политику, док се изјашњава да подржава солидарност, социјалну правду, заштиту животне средине, права на јавна добра и шире учешће грађана у доношењу одлука. Лазовић је навео да ће ЗЛФ бити левичарска политичка странка, а да ће њена идеологија бити оријентисана на принципе „зелене левице”. Такође је напоменуо да ће ЗЛФ подржавати децентрализацију, грађанска и људска права и антифашизам. На шестој скупштини НДБ најављено је да ће ЗЛФ бити идеолошки и програмски сличан самом НДБ.
ЗЛФ је критиковао успостављање сарадње између Министарства здравља и фондације Mozzart, коцкарског предузећа. Обавезао се да ће зауставити експлоатацију и уништавање животне средине. У септембру 2023. ЗЛФ је у Народној скупштини представио предлог Закона о грађанском партнерству. ЗЛФ се успротивио подизању споменика и оснивању музеја Дражи Михаиловићу, који су откривени у октобру 2023.

## Списак председника
| #  | #               | Председници     | Председници | Рођење—смрт | Почетак мандата   | Завршетак мандата |
| -- | --------------- | --------------- | ----------- | ----------- | ----------------- | ----------------- |
| 1. |                 | Радомир Лазовић |             | 1980—       | 5. новембар 2023. | данас             |
| 1. | Биљана Ђорђевић |                 | 1984—       |             | 5. новембар 2023. | данас             |

## Резлтати на изборима

### Парламентарни избори
| Година | Вођа            | Гласови | % од важећих | Бр. | Мандати  | Промена | Коалиција | Статус    | Реф. |
| ------ | --------------- | ------- | ------------ | --- | -------- | ------- | --------- | --------- | ---- |
| 2023.  | Радомир Лазовић | 902.450 | 24,32        | 2.  | 10 / 250 | 5       | СПН       | опозиција |      |

### Покрајински избори
| Година | Вођа          | Гласови | % од важећих | Бр. | Мандати | Промена | Коалиција | Статус    | Реф. |
| ------ | ------------- | ------- | ------------ | --- | ------- | ------- | --------- | --------- | ---- |
| 2023.  | Тамара Максић | 215.197 | 22,55        | 2.  | 3 / 250 | 3       | СПН       | опозиција |      |

### Избори за одборнике Скупштине града Београда
| Година | Вођа                | Гласови | % од важећих | Бр. | Мандати  | Промена | Коалиција     | Статус    | Реф. |
| ------ | ------------------- | ------- | ------------ | --- | -------- | ------- | ------------- | --------- | ---- |
| 2023.  | Добрица Веселиновић | 325.429 | 35.39        | 2.  | 14 / 250 | 14      | СПН           | Н/Д       |      |
| 2024.  | Добрица Веселиновић | 89.430  | 12.42        | 3.  | 5 / 250  | 9       | Бирам Београд | опозиција |      |